# Syndrom chińskiej restauracji
Syndrom chińskiej restauracji (zwany także zespołem chińskiej restauracji lub chorobą Kwoka) – wystąpienie objawów takich jak: ból głowy, zaczerwienienie, pocenie się, uczucie ucisku w jamie ustnej lub głowie, kołatanie serca, a nawet chwilowy paraliż, opisane przez dr. Roberta Homana Kwoka w New England Journal of Medicine w 1968, rzekomo występujący po spożyciu potraw kuchni chińskich.
Powszechnie uważa się, że zespół jest spowodowany przez glutaminian sodu, choć dotychczas przeprowadzone badania naukowe nie potwierdziły tego powiązania.
Niektórzy naukowcy sądzą, że objawy mogą być związane z reakcjami nadwrażliwości (alergii) na składniki kuchni azjatyckiej.